# Чорнотисянська сільська рада
| Чорнотисянська сільська рада — колишній орган місцевого самоврядування у Рахівському районі Закарпатської області з адміністративним центром у с. Чорна Тиса. Сільській раді підпорядковані населені пункти: - с. Чорна Тиса |

## Склад ради
Рада складається з 20 депутатів та голови.

## Керівний склад сільської ради
| ПІБ                     | Основні відомості                                                                     | Дата обрання | Дата звільнення |
| ----------------------- | ------------------------------------------------------------------------------------- | ------------ | --------------- |
| Павлючок Іван Дмитрович | Сільський голова, 1953 року народження, освіта                                        | 26.03.2006   | 31.10.2010      |
| Павлючок Іван Дмитрович | Сільський голова, 1953 року народження, освіта незакінчена вища, член Партії регіонів | 31.10.2010   |                 |

Примітка: таблиця складена за даними джерела

## Населення
Згідно з переписом УРСР 1989 року чисельність наявного населення сільської ради становила 2383 особи, з яких 1118 чоловіків та 1265 жінок.
За переписом населення України 2001 року в сільській раді мешкали 2733 особи.

### Мова
Розподіл населення за рідною мовою за даними перепису 2001 року:
| Мова       | Відсоток |
| ---------- | -------- |
| українська | 99,42 %  |
| російська  | 0,36 %   |
| угорська   | 0,18 %   |
| словацька  | 0,04 %   |